# Saint Mary Parish
Saint Mary ist ein Landkreis (parish) im Nordosten Jamaikas. Hauptstadt ist Port Maria.

## Geschichte
Saint Mary war eines der ersten Gebiete, das von den Spaniern besiedelt wurde. Puerto Santa Maria, das heutige Port Maria, ist die zweitälteste Stadt Jamaikas. Die Taíno (auch Arawak genannt) besiedelten das Gebiet noch früher; Spuren ihrer Kultur sind im ganzen Parish zu finden. Nach der Eroberung Jamaikas durch England ab 1655 erhielt die Gegend den Namen Saint Mary; die heutige Form entstand 1867, als es mit dem ehemaligen Parish Metcalfe zusammengelegt wurde.
Geflohene Sklaven (Maroons genannt) siedelten in der Gegend, 1760 kam es zur Osterrevolution unter Tacky. Saint Mary spielte so eine wichtige Rolle auf dem Weg zum Ende der Sklaverei.

## Geographie
Saint Mary grenzt im Westen an Saint Ann und im Süden an Saint Catherine und Saint Andrew. Auf 611 km² lebten 2001 rund 113.000 Menschen.
Das Gelände ist bergig mit Erhebungen bis zu 1219 Metern über dem Meeresspiegel. Das Klima ist abwechslungsreich. Der Boden im Osten besteht vorwiegend aus Schiefer, der im Westen aus Kalkstein mit unterirdischen Flüssen.

## Wirtschaft
Landwirtschaft ist der wichtigste Wirtschaftszweig. Hauptsächlich werden Bananen, Zuckerrohr, Zitrusfrüchte, Piment, Kakao, Kokosnüsse, Gemüse und Brotfrucht angebaut. Daneben wird Weidewirtschaft betrieben. In den letzten Jahren hat sich die Landwirtschaft schlecht entwickelt. Das ist vor allem auf den sich verschlechternden Bananenexport zurückzuführen. 
Saint Mary gehört zu den ärmsten Gebieten auf Jamaika; dennoch verfügt es über eine der angesehensten Schulen im Land, St. Mary High, die einige bekannte Personen hervorgebracht hat. 
Tourismus spielt nur eine kleine Rolle.